# Monoterpen epsilon-laktonska hidrolaza
Monoterpen epsilon-laktonska hidrolaza (EC 3.1.1.83, MLH) je enzim sa sistematskim imenom izoprop(en)ilmetiloksepan-2-on laktonohidrolaza. Ovaj enzim katalizuje sledeću hemijsku reakciju
(1) izoprop(en)ilmetiloksepan-2-on + 2O {\displaystyle \rightleftharpoons } 6-hidroksiizoprop(en)ilmetilheksanoat (generalna reakcija)
(2) 4-izopropenil--7-metiloksepan-2-on + 2O {\displaystyle \rightleftharpoons } 6-hidroksi-3-izopropenilheptanoat
(3) 7-izopropil-4-metiloksepan-2-on + 2O {\displaystyle \rightleftharpoons } 6-hidroksi-3,7-dimetiloktanoat
Ovaj enzim katalizuje otvaranje prstena epsilon-laktona koji se formira tokom degradacije dihidrokarveola u Gram-pozitivnoj bakteriji Rhodococcus eritropolis DCL14.

## Literatura
- Nicholas C. Price; Lewis Stevens (1999). Fundamentals of Enzymology: The Cell and Molecular Biology of Catalytic Proteins (Third изд.). USA: Oxford University Press. ISBN 019850229X.
- Eric J. Toone (2006). Advances in Enzymology and Related Areas of Molecular Biology, Protein Evolution (Volume 75 изд.). Wiley-Interscience. ISBN 0471205036.
- Branden C; Tooze J. Introduction to Protein Structure. New York, NY: Garland Publishing. ISBN 0-8153-2305-0.
- Irwin H. Segel. Enzyme Kinetics: Behavior and Analysis of Rapid Equilibrium and Steady-State Enzyme Systems (Book 44 изд.). Wiley Classics Library. ISBN 0471303097.

## Spoljašnje veze
- Monoterpene+epsilon-lactone+hydrolase на 